# Guillaume de Salisbury
Guillaume de Salisbury, 2e comte de Salisbury (mort en 1196), était un pair anglo-normand. Bien qu’on le connaisse généralement sous ce nom, son véritable titre était comte de Wiltshire, titre qui avait été conféré à son père par Mathilde l’Emperesse vers 1143. On l’appelait aussi Guillaume FitzPatrick. Il était le fils et l’héritier de Patrick de Salisbury, comte de Wiltshire, créé comte de Salisbury, et d’Ela Talvas.

## Vie familiale
Il épousa Eléonore, fille de Robert III de Vitré, baron de Vitré en Bretagne. Il mourut sans descendance masculine en 1196. Sa seule fille et héritière fut Ela de Salisbury, 3ème comtesse de Salisbury (en), qui épousa Guillaume de Longue-Épée, 3e comte de Salisbury, lequel était demi-frère du roi.

## Au service deRichard Cœur de Lion
Guillaume portait le sceptre d’or au couronnement du roi Richard mais, l’année suivante, lorsque le roi fut fait prisonnier en Allemagne, il fut l’un de ceux qui se rallièrent à celui qui était alors comte de Mortain, et devait par la suite devenir le roi Jean d’Angleterre, plus connu sous le nom de Jean sans Terre. En 1194, il exerça la fonction de shérif du Somerset et du Dorset. En 1195, Guillaume retourna avec le roi Richard dans l’expédition de Normandie et à son retour en Angleterre fut un de ceux qui participèrent au Grand Conseil réuni par le roi à Nottingham. Le comte de Salisbury fut l’un des quatre comtes qui portaient le baldaquin lors du second couronnement de Richard la même année. 